# Chelah Horsdal

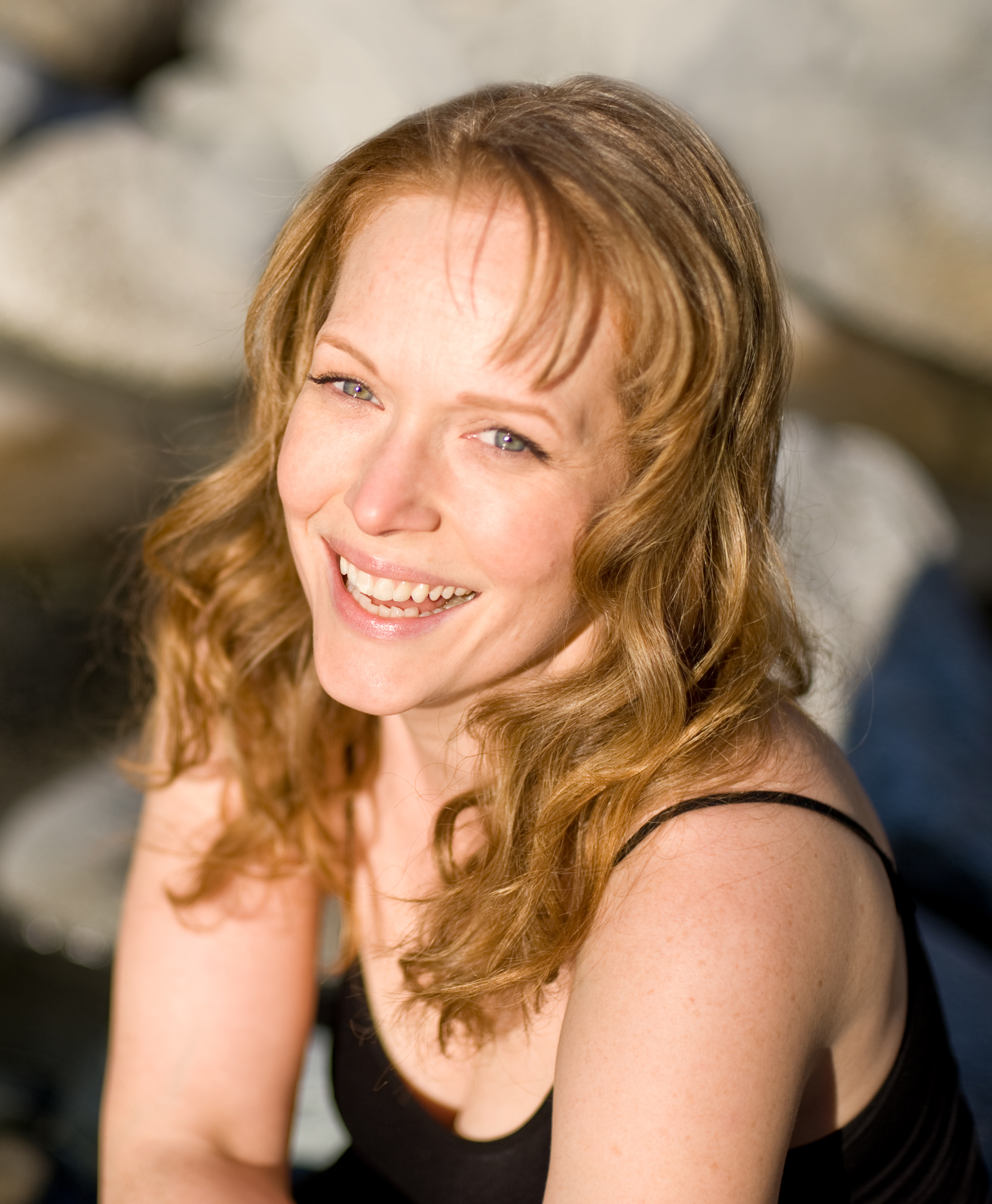
Chelah Horsdal (2010)

Chelah Horsdal (* 19. Juni 1973 in Vancouver, British Columbia) ist ein kanadisches Model und Schauspielerin.

## Leben
Chelah Horsdal ist die Tochter des kanadischen Folk-Musikers Valdy. Sie begann ihre Karriere als Model für lokale Fernsehwerbespots. Sie studierte Schauspiel an der Lyric School of Acting und war seit 2002 in über 75 Werbespots und 100 Film- und Fernsehproduktionen zu sehen. Während sie in größeren Hollywoodproduktionen wie Der rosarote Panther und X-Men: Der letzte Widerstand häufig nur namenlose Statisten darstellte, konnte sie sich als Schauspielerin für Fernseh- und Independentfilme wie Elegy oder die Kunst zu lieben, Helen und Die Liste etablieren. In Hell on Wheels spielte sie an der Seite von Anson Mount und Colm Meaney die reiche Rangerin Maggie Palmer, in The Man in the High Castle war sie an der Seite von Rufus Sewell als dessen Ehefrau zu sehen.

## Filmografie (Auswahl)

### Film
- 2003: Paycheck – Die Abrechnung (Paycheck)
- 2004: Pursued – Ein Headhunter kennt keine Gnade (Pursued)
- 2005: Der Exorzismus von Emily Rose (The Exorcism of Emily Rose)
- 2006: Der rosarote Panther (The Pink Panther)
- 2006: Gefallene Engel (Fallen: The Beginning)
- 2006: X-Men: Der letzte Widerstand (X-Men: The Last Stand)
- 2007: Aliens vs. Predator 2 (Aliens vs. Predator: Requiem)
- 2008: Elegy oder die Kunst zu lieben (Elegy)
- 2008: Vice
- 2008: Er ist zu jung für Dich! (Flirting with Forty)
- 2009: Helen
- 2009: Mrs. Miracle – Ein zauberhaftes Kindermädchen (Mrs. Miracle)
- 2009: Possession – Die Angst stirbt nie (Possession)
- 2010: Die Liste (The Client List)
- 2010: Altitude – Tödliche Höhe (Altitude)
- 2010: Cinderella Love Story (Lying to Be Perfect, Fernsehfilm)
- 2011: Donovan's Echo
- 2011: Planet der Affen: Prevolution (Rise of the Planet of the Apes)
- 2012: The Cabin in the Woods
- 2012: It’s Christmas, Carol! (Fernsehfilm)
- 2013: Midnight Stallion
- 2014: The Grim Sleeper
- 2014: Wenn ich bleibe (If I Stay)
- 2016: Candiland
- 2016: Pretty Little Addict (Fernsehfilm)
- 2018: Boundaries
- 2019: Last Stand to Nowhere (Kurzfilm)
- 2019: Ash
- 2020: Zerplatzt (Spontaneous)
- 2023: Prom Pact (Fernsehfilm)

### Serien
- 2003: Tru Calling – Schicksal reloaded! (Tru Calling, eine Folge)
- 2004–2006: Stargate – Kommando SG-1 (Stargate SG-1, fünf Folgen)
- 2005: Criminal Minds (eine Folge)
- 2005: Smallville (eine Folge)
- 2005–2011: Supernatural (zwei Folgen)
- 2006: Die Geheimnisse von Whistler (Whistler, drei Folgen)
- 2006–2008: The L Word – Wenn Frauen Frauen lieben (The L Word, fünf Folgen)
- 2007: Psych (eine Folge)
- 2007: Battlestar Galactica (zwei Folgen)
- 2008: Stargate Atlantis (eine Folge)
- 2009: Eureka – Die geheime Stadt (Eureka, eine Folge)
- 2011: Fairly Legal (eine Folge)
- 2012: The Killing (eine Folge)
- 2012–2014: Arrow (fünf Folgen)
- 2013: Motive (eine Folge)
- 2013–2016: Hell on Wheels (14 Folgen)
- 2014: Cedar Cove – Das Gesetz des Herzens (Cedar Cove, zwei Folgen)
- 2014: Janette Oke: Die Coal Valley Saga (When Calls the Heart, neun Folgen)
- 2015: The Returned (fünf Folgen)
- 2015: Falling Skies (eine Folge)
- 2015–2019: The Man in the High Castle (36 Folgen)
- 2016–2017: You Me Her (15 Folgen)
- 2017: Rogue (Folge 4x5)
- 2018: The Good Doctor (Folge 1x13)
- 2019: The 100 (Folge 6x2)
- 2021–2023: Immer für dich da (Firefly Lane, 17 Folgen)
- 2021–2024: Star Trek: Discovery (12 Folgen)